# Théorème de Carnot (perpendiculaires concourantes)
Pour les articles homonymes, voir Théorème de Carnot.

Théorème de Carnot : si trois perpendiculaires aux côtés d'un triangle sont concourantes, alors les zones bleues et rouges ont la même aire totale.

En géométrie euclidienne, le théorème de Carnot (portant le nom de Lazare Carnot) donne une condition nécessaire et suffisante pour que trois droites perpendiculaires aux côtés (étendus) d'un triangle soient concourantes. Ce théorème peut être considéré comme une généralisation du théorème de Pythagore.

## Théorème
Dans un triangle {\displaystyle ABC}, on considère trois droites perpendiculaires en {\displaystyle P_{a}}, {\displaystyle P_{b}}, {\displaystyle P_{c}} aux côtés {\displaystyle (BC)}, {\displaystyle (CA)}, {\displaystyle (AB)} du triangle, respectivement.
Ces trois droites sont concourantes si et seulement si
{\displaystyle AP_{c}^{2}+BP_{a}^{2}+CP_{b}^{2}=BP_{c}^{2}+CP_{a}^{2}+AP_{b}^{2}}.

## Démonstration du sens direct
Si le point de concours est F, on a d'après le théorème de Pythagore : {\displaystyle FC^{2}=FP_{a}^{2}+P_{a}C^{2}=FP_{b}^{2}+P_{b}C^{2}}, donc {\displaystyle FP_{b}^{2}-FP_{a}^{2}=CP_{a}^{2}-CP_{b}^{2}} ; de même, {\displaystyle FP_{c}^{2}-FP_{b}^{2}=AP_{b}^{2}-AP_{c}^{2}} et {\displaystyle FP_{c}^{2}-FP_{a}^{2}=BP_{a}^{2}-BP_{c}C^{2}} ; la somme des trois égalités donne la relation de Carnot.
La réciproque est démontrée dans (Aassila 2018, p. 155).

## Cas particuliers
Si le triangle {\displaystyle ABC} est rectangle en {\displaystyle C}, on peut prendre {\displaystyle P_{a}=C}, {\displaystyle P_{b}=A} et {\displaystyle P_{c}=A} ; alors {\displaystyle AP_{b}=0}, {\displaystyle AP_{c}=0}, {\displaystyle CP_{a}=0}, {\displaystyle CP_{b}=b}, {\displaystyle BP_{a}=a} et {\displaystyle BP_{c}=c}. La relation du théorème de Carnot donne alors celle du théorème de Pythagore : {\displaystyle a^{2}+b^{2}=c^{2}}.
Un autre corollaire est que les médiatrices du triangle sont concourantes. En prenant pour pieds des perpendiculaires les milieux des côtés, on a {\displaystyle AP_{c}=BP_{c}}, {\displaystyle BP_{a}=CP_{a}} et {\displaystyle CP_{b}=AP_{b}}, de sorte que la relation de Carnot ci-dessus est vérifiée.